# Ручей
Вижте пояснителната страница за други значения на Ручей.
 Ручей представлява течаща вода в естествен или изкуствен улей с ширина от няколко сантиметра до няколко метра. Дължината му обикновено не надхвърля 3 до 5 километра, а дълбочината 1 – 2 метра. Ручеите се образуват при валежи – най-вече дъжд и сняг, или при излизане на повърхността на подпочвена вода. Те обикновено се вливат в по-големи водни басейни като езера и реки. Може да се използва като синоним на поток или вада.
Съществуват планински ручеи и равнинни ручеи. Планинските обикновено са много по-бързи. Някои ручеи пресъхват, други са целогодишни. Могат да служат като водни коридори за миграция на риба и други водни животни.